# اللغة الإنجليزية في أوروبا

إتقان اللغة الإنجليزية في الاتحاد الأوروبي

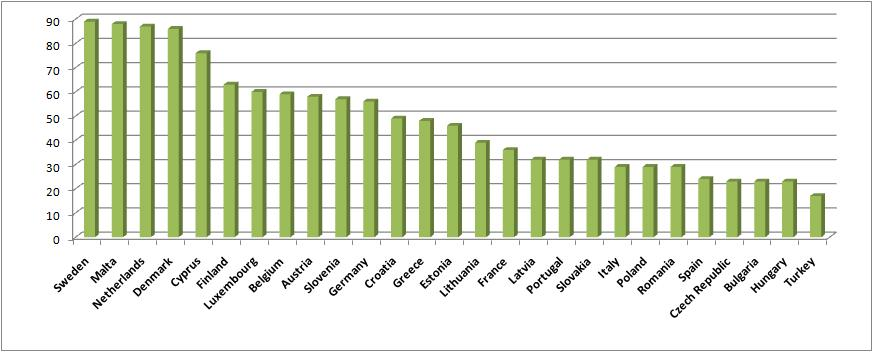
النسب المئوية لمعرفة اللغة الإنجليزية كلغة أجنبية أو ثانية في الدول الأعضاء في الاتحاد الأوروبي (بالإضافة إلى تركيا)، من السكان البالغين (فوق سن 14) عام 2005. البيانات مأخوذة من مسح الاتحاد الأوروبي.

اللغة الإنجليزية في أوروبا (وتُعرف بالكلمات الإنجليزية المنحوتة Eurolish أو Eurish أو Eurlish) هي اللغة الأم بشكل أساسي في المملكة المتحدة (والتي تشمل أيرلندا الشمالية وإسكتلندا وويلز) وجمهورية أيرلندا، أما خارج هذه الدول فتتمتع الإنجليزية بوضع رسمي في مالطا وملحقات التاج البريطاني (جزيرة مان وجيرزي وغيرنزي) وجبل طارق ومناطق القاعدة السيادية في أكروتيري وديكيليا (اثنان من أقاليم ما وراء البحار البريطانية)، وفي مملكة هولندا تتمتع اللغة الإنجليزية بوضع رسمي كلغة إقليمية في جزيرتي سابا وسينت أوستاتيوس (الواقعتين في منطقة البحر الكاريبي). وفي أجزاء أخرى من أوروبا تُستخدم الإنجليزية المنطوقة بشكل أساسي من قِبل أولئك الذين تعلموها كلغة ثانية.
وفقًا لمسح نُشر في عام 2006 يتحدث 13٪ من مواطني الاتحاد الأوروبي الإنجليزية كلغتهم الأم، كما ذكر 38٪ آخرين من مواطني الاتحاد الأوروبي أن لديهم مهارات اللغة الإنجليزية الكافية لإجراء محادثة، وبذلك يصل إجمالي مَن يتحدثون اللغة الإنجليزية في الاتحاد الأوروبي إلى 51٪ من السكان في ذلك العام.
وقد أصبحت اللغة الإنجليزية أبرز لغة ثانية في أوروبا في غياب أي تاريخ استعماري أو تجمعات شتات، وإنما كجهد متضافر لزيادة طلاقة اللغة الإنجليزية للأوروبيين منذ الحرب العالمية الثانية، حيث أصبحت اللغة الإنجليزية هي اللغة الأكثر فائدة لربط المجموعات اللغوية المختلفة في أوروبا.